# Хэчэн
Хэчэ́н (кит. упр. 鹤城, пиньинь Hèchéng) — район городского подчинения городского округа Хуайхуа провинции Хунань (КНР).

## История
В 1942 году на стыке трёх уездов был образован уезд Хуайхуа (怀化县), получивший название по местной почтовой станции.
После образования КНР в 1949 году был создан Специальный район Хуэйтун (会同专区), и уезд вошёл в его состав. 2 сентября 1952 года Специальный район Хуэйтун был расформирован, и уезд вошёл в состав нового Специального района Чжицзян (芷江专区), который уже 13 ноября был переименован в Специальный район Цяньян (黔阳专区). В 1970 году Специальный район Цяньян был переименован в Округ Цяньян (黔阳地区).
В 1975 году власти округа переехали в посёлок Юйшувань (榆树湾镇) уезда Хуайхуа, после чего посёлок был переименован в Хуайхуа (怀化镇).
4 апреля 1979 года посёлок Хуайхуа с окрестностями был выделен из уезда Хуайхуа в отдельный городской уезд Хуайхуа (怀化市).
Постановлением Госсовета КНР от 30 июня 1981 года Округ Цяньян был переименован в Округ Хуайхуа (怀化地区).
Постановлением Госсовета КНР от 24 декабря 1982 года уезд Хуайхуа был присоединён к городскому уезду Хуайхуа.
Постановлением Госсовета КНР от 29 ноября 1997 года были расформированы округ Хуайхуа и городской уезд Хуайхуа, и образован городской округ Хуайхуа; при этом на территории бывшего городского уезда Хуайхуа были образованы район Хэчэн и уезд Чжунфан.

## Административное деление
Район делится на 7 уличных комитетов, 1 посёлок и 2 волости.